# Logisim
 (octobre 2020).
 (novembre 2021).
Logisim est un simulateur de circuits logiques.
C'est un logiciel libre (sous la licence publique générale GNU 2 ou plus) et gratuit.
Il est écrit en Java avec la bibliothèque graphique Swing.
Il fonctionne sous GNU/Linux, Windows et OS X.
Il est utilisable par toute personne disposant d'un ordinateur.
Cela ne l’empêche pas de rendre les mêmes services qu'un simulateur matériel bien plus onéreux, encombrant et complexe de manipulation à cause des nombreux câbles nécessités par chaque circuit un peu complexe.
C'est un simulateur booléen.
Il ne cherche pas à faire intervenir des valeurs autres que 0 ou 1 comme les calculateurs analogiques.
Il est utilisé dans l'enseignement, mais présente un certain nombre de limitations.
Il n'est pas utilisable pour des développements professionnels et les projets de ce type n'utilisent pas ce logiciel, ils préfèrent utiliser un langage de description matériel comme VHDL ou Verilog.
Le projet a été interrompu en 2011  par son créateur.
Cependant, plusieurs forks ont été lancés, Toves , lawarancej/logisim , Logisim Italian Fork , logisim-evolution . Il existe aussi une alternative nommée Digital .
À ce jour (2023) seuls les projets suivant semblent actifs. 
Le projet Logisim Italian Fork. Version 2.16.1.4 le 6.04.2022 
Le projet logisim-evolution soutenu par plusieurs hautes écoles de Suisse. Version 3.9.0 le 15.08.2024
Le projet Digital  maintenu par Prof. Helmut Neemann de Baden-Württemberg Cooperative State University. Version 3 le 03.02.2023